# Dublany (stacja kolejowa)
Dublany (ukr. Дубляни, ros. Дубляны) – stacja kolejowa w miejscowości Dublany, w rejonie samborskim, w obwodzie lwowskim, na Ukrainie.
Stacja powstała w miejscowości Kranzberg w czasach Austro-Węgier na linii Kolei Dniestrzańskiej (później części Galicyjskiej Kolei Transwersalnej), pomiędzy stacjami Sambor a Dobrowlany.